# I Feel Fine
I Feel Fine is een single van de Britse band The Beatles.

## Geschiedenis
Het nummer werd geschreven door John Lennon, maar zoals gebruikelijk toegeschreven aan het duo Lennon-McCartney.
De single werd uitgebracht in het najaar van 1964 en kwam in verschillende landen op de 1e positie in de hitlijsten. Op 2 januari 1965 werd de single de allereerste nummer één van de Nederlandse Top 40. De hoogste notering in België was een derde plaats (februari 1965).
Het nummer is vooral bekend door het gitaarintro, waarin voor het eerst in de geschiedenis van de rockmuziek in een studio gebruik wordt gemaakt van audiofeedback, een techniek die later door The Who en Jimi Hendrix verder zou worden ontwikkeld.

## Tracklist

#### 7"-single
Odeon O 22 851 [de] (1964)
1. I Feel Fine
2. She's a Woman

Parlophone R 5200 [uk] (1964)
1. I Feel Fine
2. She's a Woman

Parlophone QMSP 16372 [it]
1. I Feel Fine
2. Kansas City / Hey-hey-hey-hey!

## Hitnoteringen
| I Feel Fine                | I Feel Fine           | I Feel Fine | I Feel Fine | I Feel Fine | I Feel Fine | I Feel Fine | I Feel Fine | I Feel Fine | I Feel Fine | I Feel Fine | I Feel Fine | I Feel Fine | I Feel Fine | I Feel Fine | I Feel Fine | I Feel Fine | I Feel Fine | I Feel Fine | I Feel Fine      |
| Hitlijst                   | Datum van binnenkomst | Week:       | 1           | 2           | 3           | 4           | 5           | 6           | 7           | 8           | 9           | 10          | 11          | 12          | 13          | 14          | 15          | 16          | Laatste notering |
| -------------------------- | --------------------- | ----------- | ----------- | ----------- | ----------- | ----------- | ----------- | ----------- | ----------- | ----------- | ----------- | ----------- | ----------- | ----------- | ----------- | ----------- | ----------- | ----------- | ---------------- |
| Tijd voor Teenagers Top 10 | 05-12-1964            | Positie:    | 5           | 4           | 3           | 2           | 1           | 1           | 1           | 1           | 1           | 1           | 2           | 4           | 5           | 7           | 9           |             | 13-03-1965       |
| Nederlandse Top 40         | 02-01-1965            | Positie:    | 1           | 1           | 1           | 1           | 1           | 2           | 4           | 4           | 5           | 7           | 7           | 14          | 21          | 30          | 31          | 37          | 17-04-1965       |

### NPO Radio 2 Top 2000
| Nummer met noteringen in de NPO Radio 2 Top 2000 | '99  | '00 | '01  | '02  | '03  | '04  | '05  | '06  | '07  | '08  | '09  | '10  | '11  |
| ------------------------------------------------ | ---- | --- | ---- | ---- | ---- | ---- | ---- | ---- | ---- | ---- | ---- | ---- | ---- |
| I Feel Fine                                      | 1239 | 917 | 1292 | 1682 | 1327 | 1700 | 1669 | 1622 | 1578 | 1568 | 1701 | 1931 | 1853 |

1. ↑  Een vetgedrukt getal geeft de hoogste notering aan.
2. ↑  Deze tabel is bijgewerkt tot en met de laatste editie (2024).